# علي عبده
علي عبده (بالفارسية: علی عبده) مواليد 2 يونيو 1928 في بروجرد، إيران - الوفاة 29 يناير 1980 في لوس أنجلوس، هو ملاكم محترف إيراني سابق.